# Clive Donner
Clive Stanley Donner, född 21 januari 1926 i London, död 6 september 2010 i London, var en brittisk filmregissör och filmklippare. Donner hade en central roll i den brittiska nya vågen och regisserade filmer som Vicevärden, Den svarta kofferten, Hej, pussycat och Brudar på hjärnan. Han regisserade även tv-filmer och reklam.

## Filmografi i urval
- 1963 – Vicevärden
- 1964 – Den svarta kofferten
- 1965 – Hej, pussycat
- 1967 – I k-ä-ä-ä-raste laget
- 1967 – Brudar på hjärnan
- 1969 – De blodiga sköldarna
- 1976 – Jagad av Gestapo
- 1978 – Tjuven i Bagdad
- 1980 – Agent 86 med rätt att göra bort sig
- 1981 – Charlie Chan och drakkvinnans förbannelse
- 1982 – Oliver Twist (TV-film)
- 1982 – Den röda nejlikan (TV-film)
- 1984 – En julsaga (TV-film)
- 1986 – Död mans fåfänga (TV-film)
- 1986 – Babes in Toyland
- 1990 – Precis på öret